# قبر سفيد (باغستان)
قبر سفيد (بالفارسية: قبرسفید) هي قرية تقع في إيران في Baghestan Rural District. يقدر عدد سكانها بـ 13 نسمة .